# Amphiallagma parvum
Amphiallagma parvum är en trollsländeart som först beskrevs av Selys 1876.  Amphiallagma parvum ingår i släktet Amphiallagma och familjen dammflicksländor. IUCN kategoriserar arten globalt som livskraftig. Inga underarter finns listade i Catalogue of Life.